# Diego Abad de Santillán
Diego Abad de Santillán (1897–1983), sinh Sinesio Vaudilio García Fernández, là một tác giả, nhà kinh tế học và là người đứng hàng đầu trong chủ nghĩa vô chính phủ tại Tây Ban Nha và phong trào Người theo chủ nghĩa vô chính phủ Argentina.

## Những năm đầu tiên
Sinh ra tại Reyero, một làng miền núi ở tỉnh León ở Tây Bắc Tây Ban Nha, sinh ngày 20 tháng 5 năm 1897, Santillán di cư ở tuổi lên tám với cha mẹ của mình để sang Argentina. Từ lúc lên mười tuổi, ông được theo học trường ban đêm, trong khi làm việc trong ngày với một loạt các công việc, đặc biệt trên đường sắt. Ông trở lại Tây Ban Nha năm 1912, ông học tập để dành bằng tú tài của mình tại León, trước khi vào Đại học Madrid vào năm 1915 để đọc triết học và văn học. Sau cuộc tổng bãi công vào năm 1917 ông bị cầm tù ở Madrid, nơi ông bắt đầu có liên hệ với phong trào của người theo chủ nghĩa vô chính phủ trong con người của Tomás Herreros - và sau đó, sau khi được giải thoát dưới lệnh ân xá vào năm 1918, ông trở về Argentina, làm việc như một nhà hoạt động cho các anarcho-syndicalist Federación Obrera Regional Argentina(diễn đàn), và chỉnh sửa cho tờ báo hàng tuần La Protesta.

## Tuyên truyền tích cực ở Đức, Mexico và Argentina
Năm 1922 Santillán đại diện cho các diễn đàn lúc hình thành của các anarcho-syndicalist International Workingmen’s Association (IWMA) ở Berlin; trong khi đó ông bắt đầu học Y, và đã biết đến Elise Kater, người đã trở thành vợ của ông. Việc đầu tiên của nhiều công trình về lịch sử và lý thuyết về chủ nghĩa vô chính phủ đã được công bố tại thời điểm này -Ricardo Flores Magón: Tông Đồ của Cách mạng xã hội Mexico và Chủ nghĩa vô chính phủ trong Phong trào lao động cả hai xuất hiện vào năm 1925.
Năm 1926 Santillán bị gián đoạn nghiên cứu của mình để đi tới México, nơi ông đến với sự hỗ trợ của Confederación General de Trabajadores (CGT). Trở về Argentina, ông tiếp tục công việc của mình cho La Protesta, cũng như cho một tạp chí mới La Antorcha, và hoàn thành The Movement Anarchist in Argentina: From Its Beginnings to 1910 (1930). Vào cuối những năm 1920 Santillán là một đối thủ ác liệt của người theo chủ nghĩa vô chính phủ Severino Di Giovanni, mà người biện hộ của tuyên truyền của các chứng thư đã dẫn đến một số người qua đời.
Trong khi đó vào năm 1930, ông bị lên án tử hình vì nổi loạn, Santillán thoát khỏi Uruguay. Từ đó ông đã đi sang Tây Ban Nha vào thời kỳ tuyên ngôn của nước Cộng hoà vào năm 1931, trước khi trở về Argentina trong bí mật để tiếp tục các hoạt động quân sự của mình và viết, bao gồm The Bankruptcy of the Capitalist Economic and Political System(1932), The Ideology of FORA and Trajectory of the Revolutionary Labour Movement in Argentina(1933) và Social Reconstruction: Foundations for a New Economic Structure in Argentina (1933). Tuy nhiên, vào cuối năm 1933, ông đã một lần nữa quay trở lại về Tây Ban Nha, giải quyết ở dưới Barcelona.

## Cách mạng Tây Ban Nha
Năm sau, Santillán bắt đầu làm việc cho các Federación Anarquista Ibérica (FAI), năm 1935, trở thành thư ký ủy ban bán đảo của nó, và là biên tập viên của Solidaridad Obrera và Tierra y Libertad; ông cũng thành lập ba tạp chí mới trong giai đoạn này: Tiempos Nuevos,Butlletí de la Conselleria d'Economia và Timon. Sau cuộc cách mạng trong tháng 7 năm 1936, ông đại diện cho FAI trên Comité de Milícies Antifeixistes de Catalunya, mà phối hợp các dân quân khác nhau trong Catalonia - và đó được hình thành, trong những năm đầu của cuộc nội chiến de facto của chính phủ Catalonia. Người theo chủ nghĩa vô chính phủ lý thuyết kinh tế dường như đã hết trong tâm trí của mình trong thời gian này, như được hiển thị bởi sự xuất hiện của The Economic Organism of the Revolution(1936), xuất bản trong tên của người theo chủ nghĩa vô chính phủ Confederación Nacional del Trabajo (CNT); này sau đó đã được phát hành lại dưới tiêu đề After the Revolution: Economic Reconstruction in Spain Today(1937).

## Quay trở lại Argentina
Từ thời điểm này trên, Santillán sống khá hơn mờ đi, thành lập thêm một số tạp chí, và tiếp tục công việc học của mình, trong đó có sự hợp tác rộng rãi trên Gran Enciclopedia Argentina, và quan trọng phân tích của phong trào lao động và Peronism: Why We Lost the War: A Contribution to the History of the Spanish Tragedy (1940) – sau đó làm thành một bộ phim do con trai ông, Francisco Galindo –  The Crisis of Capitalism and the Mission of the Proletariat (1946), khu vực Argentina trong The Labour Movement: Anarchism and Socialism Vol. III (1965), Contributions to a History of the Spanish Labour Movement (1962-1971), From Alfonso XII to Franco: Notes on the Modern Political History of Spain (1974) và Strategy and Tactics: Yesterday, Today and Tomorrow (1976).
Hơn nữa chưa được công bố công trình, Ideas y suggestiones para una nueva estrategía revolutionaria, (Ideas and Suggestions for a New Revolutionary Strategy) và Delincuencia política, (Political Criminality), cùng với phần còn lại của tài liệu lưu trữ rộng lớn của ông, được lưu giữ tại Amsterdam tại Viện quốc tế Xã hội Lịch sử.

## Những năm cuối đời
Vào năm 1977, ở tuổi 80, Santillán trở về post-Franco Tây Ban Nha, giải quyết một lần nữa tại Barcelona, và sản xuất một cuốn hồi ký cuối cùng, Memorias 1897-1936 (1977). Ông mất ở Barcelona vào ngày 18 tháng 10 năm 1983.

## Văn học
Các công trình của Santillán bao gồm:
- Ricardo Flores Magón: el apóstol de la revolución social mexicana, (Ricardo Flores Magón: Apostle of the Mexican Social Revolution), Mexico City: Grupo Cultural "Ricardo Flores Magon", 1925
- El anarquismo en el movimiento obrero, (Anarchism in the Labour Movement), (with Emilio López Arango), Barcelona: Ed. Cosmos, 1925
- El movimiento anarquista en la Argentina: desde sus comienzos hasta el año 1910, (The Anarchist Movement in Argentina: From Its Beginnings to 1910), Buenos Aires: Ed. Argonauta, 1930
- La bancarrota del sistema económico y político del capitalismo, (The Bankruptcy of the Capitalist Economic and Political System), 1932
- (tiếng Tây Ban Nha) La F.O.R.A.: ideología y trayectoria del movimiento obrero revolucionario en la Argentina, The Ideology of FORA and Trajectory of the Revolutionary Labour Movement in Argentina, Buenos Aires: Nervio, 1933
- Reconstrucción social: bases para una nueva edificación económica argentina, (Social Reconstruction: Foundations for a New Economic Structure in Argentina), (with Juan Lazarte), 1933
- Las Cargas tributarias: apuntes sobre las finanzas estatales contemporáneas, (The Charges Paid: Points on Contemporary State Finances), Barcelona: Mundial, 1934
- Vida de Malatesta Lưu trữ ngày 28 tháng 9 năm 2007 tại Wayback Machine, Barcelona: Guilda de Amigos del Libro, 1936.  Translation from the Italian of Luigi Fabbri's biography of Errico Malatesta.
- El organismo económico de la revolución, (The Economic Organism of the Revolution), Barcelona: CNT publication, 1936 - this was reissued the following year as:
- After the Revolution: Economic Reconstruction in Spain Today Lưu trữ ngày 22 tháng 6 năm 2004 tại Wayback Machine, New York: Greenberg, 1937
- A Return to Principle Lưu trữ ngày 30 tháng 9 năm 2007 tại Wayback Machine, Barcelona: Timón, No. 2, tháng 8 năm 1938
- La revolución y la guerra de España, (The Revolution and the War in Spain), Havana, 1938
- Bibliografía anarquista argentina, Barcelona: Timón, 1938
- (tiếng Tây Ban Nha) Por qué perdimos la guerra: una contribución a la historia de la tragedia española, Buenos Aires: Imán, 1940
- Why We Lost the War: A Contribution to the History of the Spanish Tragedy Lưu trữ ngày 14 tháng 12 năm 2006 tại Wayback Machine (an excerpt from the above in English)
- La crisis del capitalismo y la misión del proletariado, (The Crisis of Capitalism and the Mission of the Proletariat), 1946
- Contribución a la historia del movimiento obrero español, (Contributions to a History of the Spanish Labour Movement), 3 vols., Puebla: Cajica, 1962-1971
- De Alfonso XII a Franco: apuntes de historia política de la España moderna, (From Alfonso XII to Franco: Notes on the Modern Political History of Spain), Buenos Aires: TEA, 1974
- Estrategia y táctica: ayer, hoy y mañana, (Strategy and Tactics: Yesterday, Today and Tomorrow), Madrid: Ed. Jucar, 1976
- Memorias 1897-1936, Barcelona: Planeta, 1977